# Alida van Daalen
Alida van Daalen (12 de abril de 2002) es una deportista de Países Bajos que compite en atletismo. Ganó sendas medallas de oro en las pruebas de lanzamiento de peso y disco del Campeonato Europeo de Atletismo Sub-23 de 2023. Anteriormente había ganado dos medallas de plata en las mismas pruebas del Campeonato Europeo de Atletismo Sub-20 de 2021.